# NGC 2953
NGC 2953 – gwiazda o jasności 14,0m znajdująca się w gwiazdozbiorze Lwa, wcześniej uważana za obiekt zaginiony, stąd często pomijana przez katalogi i bazy obiektów astronomicznych. Zaobserwował ją John Herschel 18 marca 1836 roku. Niesłusznie podejrzewając ją o posiadanie mgławicy, umieścił ją w swoim Katalogu ogólnym mgławic i gromad gwiazd. Dlatego też znalazła się w późniejszym New General Catalogue zestawionym przez Johna Dreyera.